# Cantacuzino

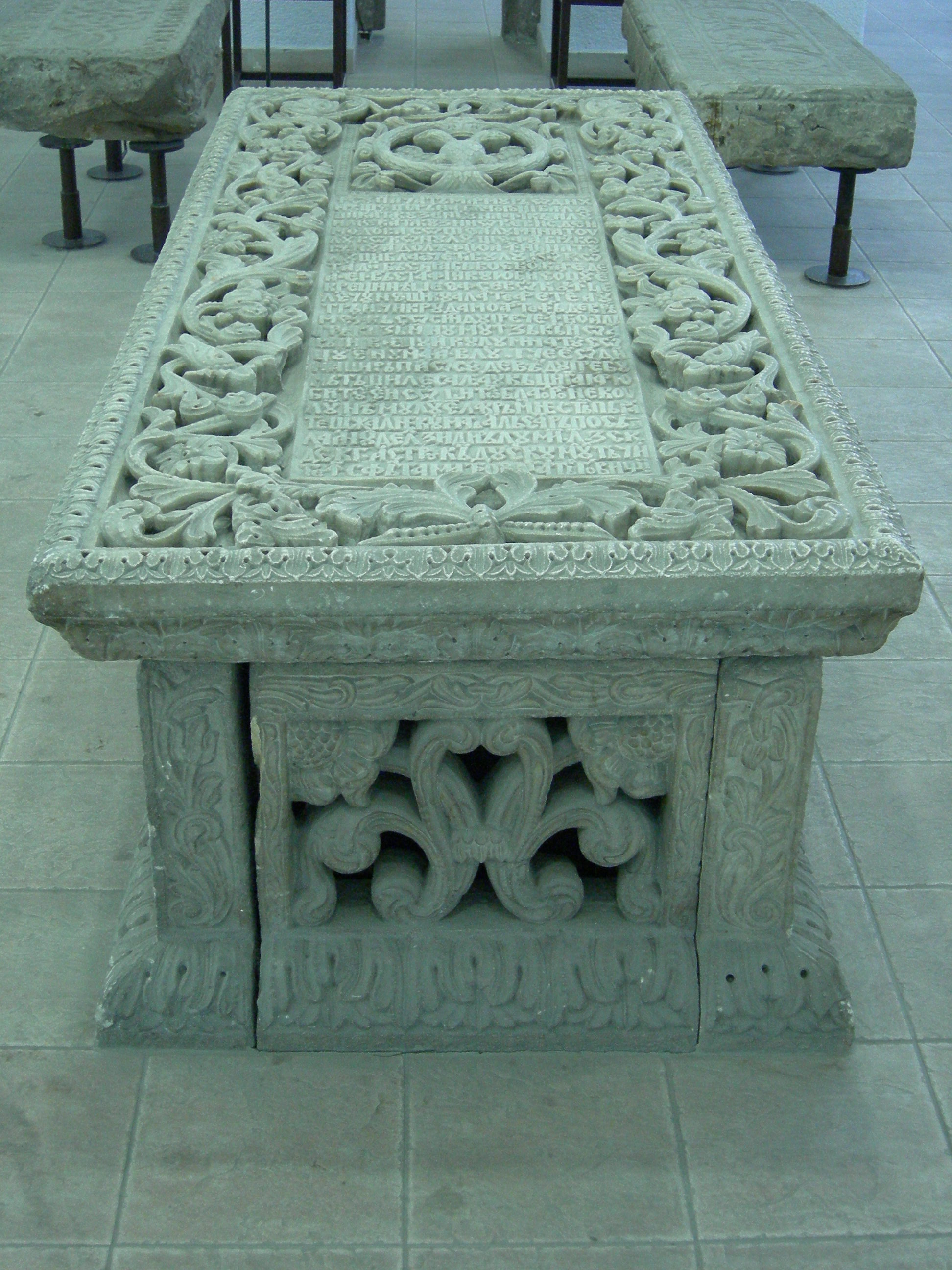
De sarcofaag van prinses Bălașa Cantacuzino, dat zich thans in het Roemeens Nationaal Historisch Museum bevindt

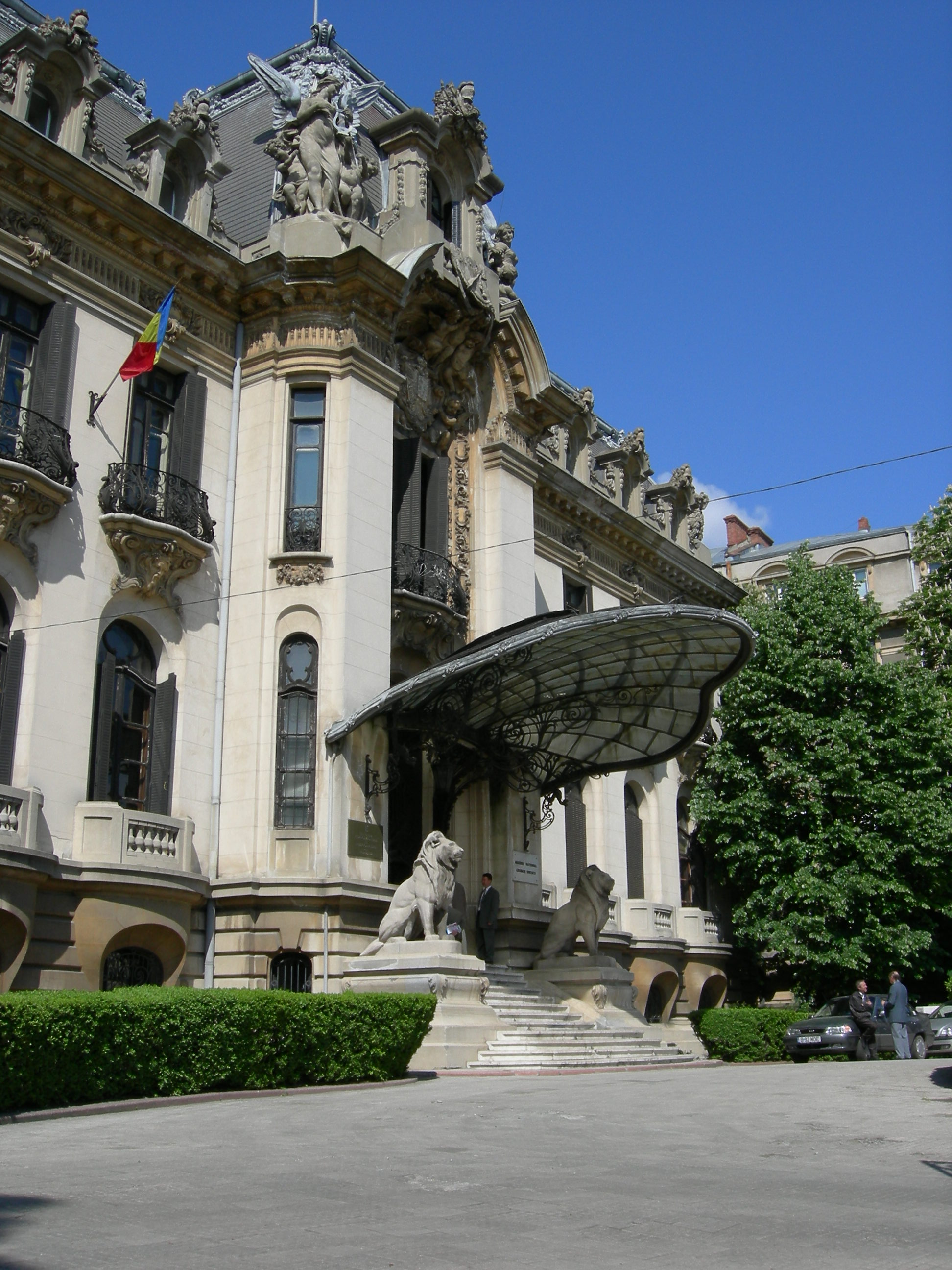
Het in barokstijl opgetrokken Cantacuzino Paleis in Boekarest

Cantacuzino (Cantacuzène) is een oude bojarenfamilie. Volgens eigen zeggen is de familie verwant aan het Byzantijnse keizersgeslacht der Kantakouzenen. Hiervoor is echter (nog) geen bewijs gevonden.
De Cantacuzino familie stamt vermoedelijk uit Smyrna (İzmir) (Turkije), waar de familie drie landgoederen bezat. Geschiedschrijfster Anna Komnene (1083-1153) vermeldde dat een legerhoofdman Cantacuzino het Byzantijnse leger bij de Slag om Antiochië (1097-1098) leidde (Eerste Kruistocht).
De familie bestaat thans uit een Grieks-Roemeense (Moldavische en Walachijse) en Russische tak. De Griekse Cantacuzino's werden tijdens het Ottomaanse Rijk gedegradeerd tot de boerenstand. De Russische Cantacuzino's weken na de Russische Revolutie (1917) grotendeels uit naar de Verenigde Staten van Amerika. De Roemeense Cantacuzino's weken na de Tweede Wereldoorlog, als gevolg van de communistische machtsovername in dat land, eveneens grotendeels uit naar de VS.
De Cantacuzino's worden in de westerse wereld meestal aangeduid met de titel "prins", of soms ook met de titel "vorst."

## Prominente leden
- Dumitrașcu Cantacuzino, Woiwode van Moldavië
- Șerban Cantacuzino, Woiwode van Walachije
- Ștefan Cantacuzino, Woiwode van Walachije
- Constantin Cantacuzino, stolnic, diplomaat, historicus en geograaf
- Mihai Cantacuzino, spătar
- Pârvu Cantacuzino, Ban van Oltenië
- Mihai Cantacuzino, Ban van Oltenië
- I.A. Cantacuzino, Caimacam van Moldavië
- Alexandru Cantacuzino, minister van Buitenlandse Zaken tijdens de Verenigde Dounau vorstendommen
- Gheorghe Cantacuzino, minister-president tijdens het Koninkrijk Roemenië
- Mihai Cantacuzino, minister van Justitie tijdens het Koninkrijk Roemenië
- Matai Cantacuzino, minister van Religieuze Zaken en Openbaar Onderwijs tijdens het Koninkrijk Roemenië
- Grigore G. Cantacuzino, minister van Industrie en Handel tijdens het Koninkrijk Roemenië
- I. Cantacuzino, minister van Volksgezondheid en Sociale Zaken tijdens het Koninkrijk Roemenië
- Ioan Cantacuzino, arts en bacterioloog
- Gheorghe Cantacuzino-Grănicerul, politiek leider van de fascistische IJzeren Garde
- Constantine Cantacuzino, piloot tijdens de Tweede Wereldoorlog